# Палика, Андреас
А́ндреас Мирослав Па́лика (швед. Andreas Miroslav Palicka; род. 10 июля 1986 года, Лунд) — шведский гандболист, выступает за клуб «Пари Сен-Жермен» и сборную Швеции.
У Андреаса чешские корни, с чешского его фамилия передаётся как Па́личка (чеш. Palička).

## Карьера

#### Клубная

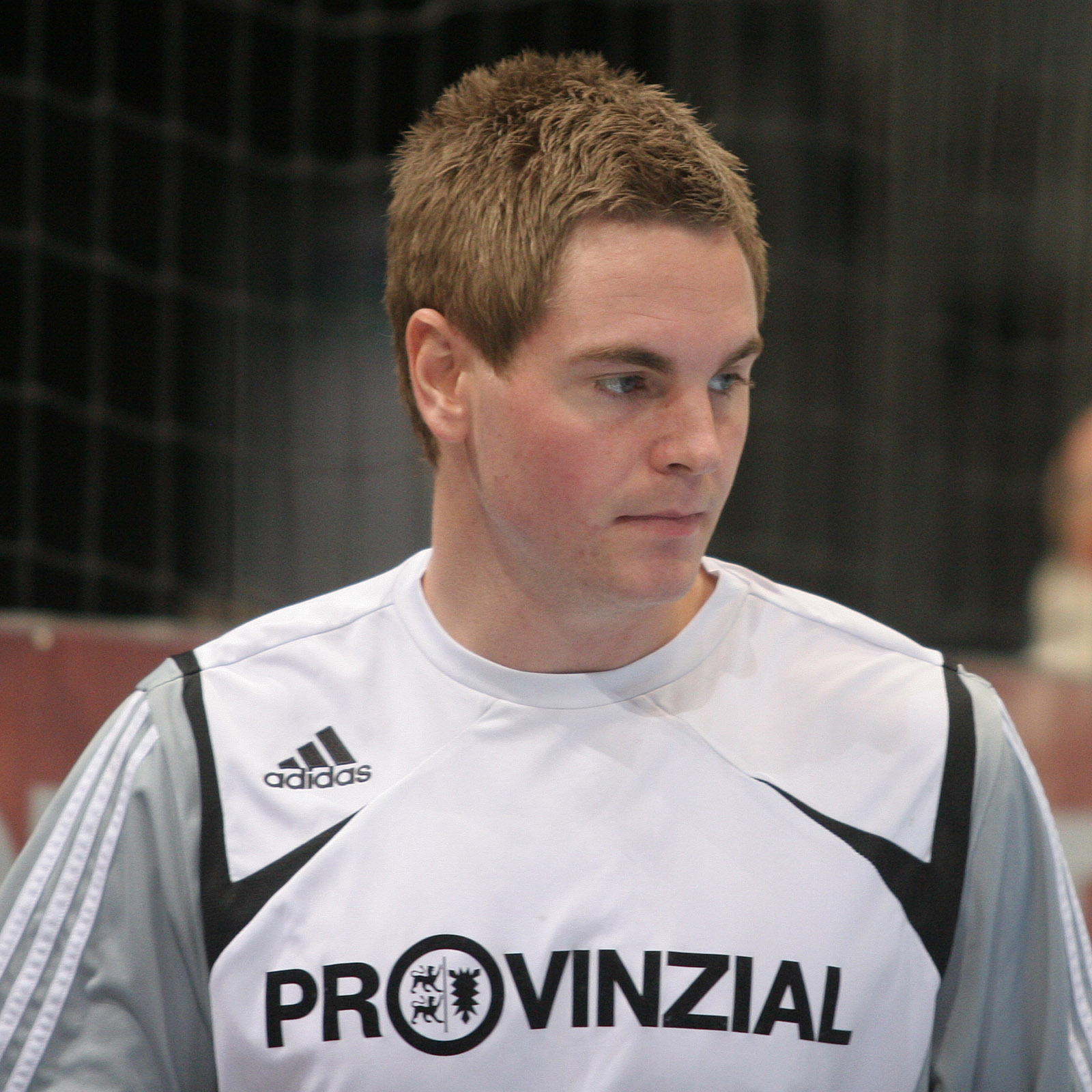
2008 год

Андреас Палика начал карьеру в своем родном городе в гандбольном клубе H 43 Лунд. 
В 2002 году он был взят шведским топ-клубом «Редбергслидс И.К.» по контракту и дебютировал в первой шведской лиге. С «Гётеборгом» он выиграл чемпионат Швеции 2003 года. 
В 2008 году он перешел в немецкий чемпионат в «Киль», где стал преемником Маттиаса Андерссона. Здесь он выиграл Чемпионат Германии в 2009, 2010, 2012, 2013, 2014 и 2015 годах, национальный Кубок в 2009, 2011, 2012 и 2013 годах и Лигу чемпионов в 2010 и 2012 годах. 
С лета 2015 года он находился в датском первом дивизионе в «Ольборге» по контракту.
Летом 2016 года он присоединился к немецкому клубу «Райн-Неккар Лёвен». Летом 2021 года клуб объявил об уходе Палики по окончании сезона-2021/22 в ПСЖ.

#### В сборной
Андреас Палика на юношеском чемпионате мира 2007 года стал чемпионом мира; в финале они победили немецкую команду.
Принимал участие в чемпионате мира 2009 года (7-е место), на континентальном чемпионате 2012 года Андреас в составе Швеции стал 12-м, а на мировом первенстве 2017 года заняли итоговую шестую позицию. 
На чемпионате Европы 2018 года в составе сборной Швеции он завоевал серебряные медали.
Принял участие в чемпионате мира 2019 года, Швеция заняла пятое место и получила место в квалификационный турнир на Олимпийские игры 2020 года.

## Титулы
- Победитель чемпионата Швеции: 2003;
- Победитель чемпионата Германии: 2009, 2010, 2012, 2013, 2014 и 2015;
- Победитель национального Кубка Германии: 2009, 2011, 2012 и 2013;
- Победитель Европейской Лиги Чемпионов: 2010 и 2012;
- Серебряный призёр чемпионата Европы: 2018;
- Чемпион мира среди юношеских команд: 2007;
- Лучший шведский гандболист года (сезон 2019/20)
- Лучший вратарь чемпионата мира: 2021.
- Победитель чемпионата Европы 2022